# Бажина, Любовь Ивановна
Любовь Ивановна Бажина (25 декабря 1943, Стрижи, Кировская область — 28 января 2012) — советская и российская певица. Заслуженная артистка Российской Федерации (2002).

## Биография
Родилась 25 декабря 1943 года в Кировской области, посёлке Стрижи. Ещё школьницей участвовала в конкурсах художественной самодеятельности. После окончания школы была пионервожатой, вела самодеятельные певческие кружки. Не поступив в Ленинградский театральный институт, вернулась домой, преподавала немецкий язык в Монастырщинской средней школе и продолжала участвовать в смотрах.
В 1964 году стала лауреатом Всероссийского фестиваля народного творчества.
На смотре в Свердловске была замечена преподавателем Московской музыкальной школы им. М.М. Ипполитова-Иванова, народной артисткой РСФСР Ирмой Яунзем и рекомендована Кировской филармонией на учебу во Всесоюзную творческую мастерскую эстрадного искусства на ВДНХ СССР (г. Москва).
После окончания учебы проработала три года в Кировской филармонии, затем много лет была солисткой Ленинградского мюзик-холла. Много гастролировала как на родине, так и за рубежом (ГДР, Польша, Болгария, Мексика, Перу, Венесуэла, Индия, Судан и др.).
В 1991 году вернулась в Кировскую область, где продолжила своё певческое и сценическое творчество, складывала песни о родных деревнях и посёлках, лирические песни на стихи местной поэтессы Л.В. Ишутиновой. В составе оркестра под управлением А. Логинова выступала в Париже и других городах Франции, ездила с делегацией в Чечню.
Народная любовь присвоила ей звание «Золотой голос Вятки».
Скончалась 28 января 2012 года.

## Работы
- 1965 — С тобой, Россия! (фильм-концерт) — исполнение песни «Течёт река Волга» (на 27 минуте).
- 1974 — Ленинградский Мюзик-холл (пластинка C60-05265-6) — песни: «Любовь, как лодочка» (5), «Земля дорогая» (7)[3][4].
- 1976 — Девичьи перепевы (фильм-концерт) — исполнение песен.
- 1980 — Русские узоры (фильм-концерт) — исполнение песен.[5]